# La Joya de Calvillo
La Joya de Calvillo es una localidad del estado mexicano de Guanajuato. Es parte del municipio de Abasolo.

## Demografía
| Gráfica de evolución demográfica |
|                                  |

| Censo | Población |
| ----- | --------- |
| 1900  | 934       |
| 1910  | 993       |
| 1921  | 610       |
| 1930  | 894       |
| 1940  | 860       |
| 1950  | 947       |
| 1960  | 1 268     |
| 1970  | 1 171     |
| 1980  | 745       |
| 1990  | 1 588     |
| 2000  | 1 466     |
| 2010  | 1 215     |
| 2020  | 1 173     |